# Сарвелинген
Сарвелинген (њем. Saarwellingen) општина је у њемачкој савезној држави Сарланд. Једно је од 13 општинских средишта округа Сарлуис. Према процјени из 2010. у општини је живјело 13.518 становника. Посједује регионалну шифру (AGS) 10044116.

## Географски и демографски подаци
Сарвелинген се налази у савезној држави Сарланд у округу Сарлуис. Општина се налази на надморској висини од 187–332 метра. Површина општине износи 41,6 km². У самом мјесту је, према процјени из 2010. године, живјело 13.518 становника. Просјечна густина становништва износи 325 становника/km².

## Међународна сарадња
| Мјесто       | Држава    | Врста сарадње | Од    |
| ------------ | --------- | ------------- | ----- |
|              | Чешка     | партнерство   | 2006. |
| Бурбон Ланси | Француска | партнерство   | 1990. |
| Извор        |           |               |       |